# Stekelbrem
De stekelbrem (Genista anglica) is een dwergstruik die behoort tot de vlinderbloemenfamilie (Fabaceae). De soort staat op de Nederlandse Rode lijst van planten als vrij algemeen voorkomend maar zeer sterk in aantal afgenomen.

## Kenmerken
De stekelige struik wordt 15-90 cm hoog en heeft blauwgroene, gaafrandige bladen, aan de onvruchtbare takjes zijn ze langwerpig tot lijnvormig-langwerpig en aan de bloemdragende takjes ovaal, ze zijn alle kaal en bijna zittend. De stekels zijn meestal onvertakt. De stekelbrem bloeit van april - juni tot soms in augustus met gele bloemen. De vlag van de bloem is 6 tot 8 mm lang. De stijl is gekromd. De bladachtige schutbladen zijn langer dan de bloemstelen. Aan beide kanten van de kelk zit vaak een steelblaadje. De bloeiwijze is een tros. De vrucht is een smalle, gekromde, iets opgeblazen peul. Stekelbrem is zwak giftig.

## Verspreiding
De struik komt van nature voor in het westen van Europa van Portugal tot Schotland en Jutland, maar niet in Ierland. In Nederland is de soort vrij algemeen op de hogere zandgronden, de Waddeneilanden en kalkarme duinen, verder zeer zeldzaam in Zuid-Limburg en in de kalkrijke duinen. De soort gaat in er sinds 1950 achteruit als gevolg van vermesting en vergrassing van heidevelden. De teruggang is 50-75 procent. In Vlaanderen is stekelbrem vrij algemeen in de Kempen, daarbuiten zeldzaam tot zeer zeldzaam of ontbrekend. In Wallonië komt de plant vrij algemeen voor in de Hoge Ardennen.

## Biotoop
De struik komt voor in droge tot natte heidevelden en in borstelgraslanden, in duinvalleien en schrale graslanden, in bermen en langs spoorwegen.
Hij groeit op zonnige plaatsen op droge tot matig vochtige, zure en stikstofarme, onbemeste, kalk- en voedselarme grond, bestaande uit lemig zand, leem of veen.

## Kensoort
Stekelbrem is kensoort voor zowel de associatie van struikhei en stekelbrem (Genisto anglicae-Callunetum) een plantengemeenschap van binnenlandse droge heiden, als voor de associatie van kruipwilg en kraaihei, een plantengemeenschap van kalkarme duinen.
Ook is het een indicatorsoort voor het vochtig heischraal grasland, een karteringseenheid in de Biologische Waarderingskaart (BWK) van Vlaanderen en het Brussels Hoofdstedelijk Gewest met als code 'hmo'.
... · 
G. anglica (Stekelbrem) · 
G. germanica (Duitse brem) · 
G. pilosa (Kruipbrem) · 
G. sagittalis (Pijlbrem) · 
G. ×spachiana (Kamerbrem) · 
G. tinctoria (Verfbrem) · 
...